# El Carmen (Perú)
El Carmen es una localidad peruana capital del distrito homónimo ubicado en la provincia de Chincha en el departamento de Ica. Tiene una población de 2639 hab. según el censo de 2017.

## Clima
| Parámetros climáticos promedio de El Carmen | Parámetros climáticos promedio de El Carmen | Parámetros climáticos promedio de El Carmen | Parámetros climáticos promedio de El Carmen | Parámetros climáticos promedio de El Carmen | Parámetros climáticos promedio de El Carmen | Parámetros climáticos promedio de El Carmen | Parámetros climáticos promedio de El Carmen | Parámetros climáticos promedio de El Carmen | Parámetros climáticos promedio de El Carmen | Parámetros climáticos promedio de El Carmen | Parámetros climáticos promedio de El Carmen | Parámetros climáticos promedio de El Carmen | Parámetros climáticos promedio de El Carmen |
| Mes                                         | Ene.                                        | Feb.                                        | Mar.                                        | Abr.                                        | May.                                        | Jun.                                        | Jul.                                        | Ago.                                        | Sep.                                        | Oct.                                        | Nov.                                        | Dic.                                        | Anual                                       |
| ------------------------------------------- | ------------------------------------------- | ------------------------------------------- | ------------------------------------------- | ------------------------------------------- | ------------------------------------------- | ------------------------------------------- | ------------------------------------------- | ------------------------------------------- | ------------------------------------------- | ------------------------------------------- | ------------------------------------------- | ------------------------------------------- | ------------------------------------------- |
| Temp. media (°C)                            | 22.4                                        | 23.1                                        | 23                                          | 21.1                                        | 18.8                                        | 17.1                                        | 16.3                                        | 16.3                                        | 16.6                                        | 17.6                                        | 18.5                                        | 20.4                                        | 19.3                                        |
| Temp. mín. media (°C)                       | 17.7                                        | 18.6                                        | 18.2                                        | 16.3                                        | 14.3                                        | 13.1                                        | 12.3                                        | 12                                          | 12.3                                        | 13                                          | 14.1                                        | 15.8                                        | 14.8                                        |
| Fuente: climate-data.org                    |                                             |                                             |                                             |                                             |                                             |                                             |                                             |                                             |                                             |                                             |                                             |                                             |                                             |